# Lothar Fischer

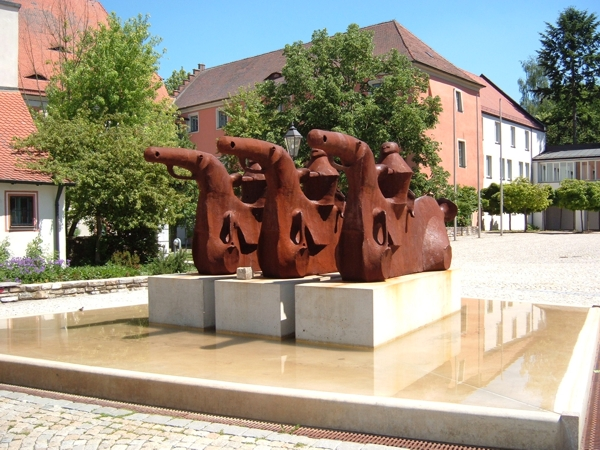
Skulpturen Tre ryttare.

Lothar Fischer, född 8 november 1933 i Germersheim, död 15 juni 2004 i Baierbrunn, var en tysk bildhuggare.
Fischer studerade vid konstakademin i München. Där bildade han tillsammans med Helmut Sturm, Hans-Peter Zimmer och Heimrad Prem konstnärsföreningen SPUR. Under senare 1960-talet var han aktiv inom Popkonsten. Fischer skapade bland annat verk som liknade stora tandkrämstuber. Han var mellan 1975 och 1997 professor vid Hochschule der Künste i Berlin.
För flera av hans skulpturer inrättades ett museum i Neumarkt in der Oberpfalz.